# Ypypuera vittata
Espèce
Synonymes
- Rhadine vittata Simon, 1887

Ypypuera vittata est une espèce d'araignées aranéomorphes de la famille des Hersiliidae.

## Distribution
Cette espèce se rencontre au Suriname, au Venezuela, au Brésil, au Pérou et en Équateur.

## Description
La femelle holotype mesure 8 mm.
Les mâles décrits par Rheims et Brescovit en 2004 mesurent de 6,10 à 7,20 mm et les femelles de 6,80 à 8,50 mm.

## Systématique et taxinomie
Cette espèce a été décrite sous le protonyme Rhadine vittata par Simon en 1887. Elle est placée dans le genre Tama par Simon en 1893 puis dans le genre Ypypuera par Rheims et Brescovit en 2004.

## Publication originale
- Simon, 1887 : « Observation sur divers arachnides: synonymies et descriptions. » Annales de la Société Entomologique de France, sér. 6, vol. 7, p. 158-159, 167, 175-176, 186-187 & 193-195 (texte intégral).